# Woven Hand
Woven Hand (auch in der Schreibung Wovenhand) ist eine US-amerikanische Band. Sie wurde während des Sabbatjahrs von 16 Horsepower 2001 als Nebenprojekt des 16-Horsepower-Sängers David Eugene Edwards ins Leben gerufen. Ähnlich wie 16 Horsepower bewegt sie sich musikalisch im Bereich Alternative Country bzw. Americana und Rootsmusik. Anfangs bezeichnete Edwards Woven Hand nicht als Band, sondern als Soloprojekt mit wechselnden Gastmusikern. Inzwischen ist Woven Hand jedoch zu einer Band im eigentlichen Sinne zusammengewachsen und bezeichnet sich auch so. Aktuelle Stammmitglieder sind neben Sänger und Multiinstrumentalist David Eugene Edwards (DEE),  Chuck French (Gitarre) und Bassist Neil Keener. Der Schlagzeuger Ordy Garrison war bis zu seinem Tod im Juli 2023 aktives Mitglied der Band.

## Geschichte
Als Woven Hand ihre ersten Konzerte gaben, bestand die Band als Duo aus David Eugene Edwards und Daniel McMahon. Seit der Gründung wechselten die Bandmitglieder jedoch ständig. So trat die Band häufig zu viert, aber auch zu zweit oder zu dritt auf. Für die Tour zur Veröffentlichung Mosaic gesellte sich Pascal Humbert zur Tourbesetzung van Laerhoven/Garrison. Humbert war eines der drei ehemaligen Mitglieder von 16 Horsepower. Seit Sommer 2007 stehen auf der Setlist von Woven Hand auch Songs, mit denen schon 16 Horsepower aufgetreten ist, darunter Bandoneonstücke wie American Wheeze, Poor Mouth oder Harm’s Way. Mit dem Ausstieg von Pascal Humbert nach dem Album "The Threshing Floor" vollzog sich eine interessante musikalische Weiterentwicklung der Band mit einem Amalgam aus Alternative Country, Americana,  Rock, Metal und Punk.

## Diskografie
- 2002: Woven Hand
- 2002: Blush Music
- 2003: Blush – mit Ultima Vez
- 2004: Consider The Birds
- 2006: Mosaic
- 2006: Puur – mit Ultima Vez
- 2008: Ten Stones
- 2010: The Threshing Floor
- 2011: Black of the Ink
- 2012: The Laughing Stalk
- 2014: Refractory Obdurate
- 2016: Star Treatment
- 2022: Silver Sash

### Blush
Blush ist eine Produktion von Wim Vandekeybus' Tanztheater-Projekt "Ultima Vez", zu der David Eugene Edwards als Woven Hand die Musik entwickelt hat, die auf den Alben "Blush Music" und "Blush (The Original Score)" zu hören ist. Grundlage des Stücks ist die Orpheus-Sage.